# Добравица (община Иг)
Вижте пояснителната страница за други значения на Добравица.
Добравица (на словенски: Dobravica) е село в Словения, регион Средна Словения, община Иг. Според Националната статистическа служба на Република Словения през 2015 г. селото има 72 жители.